# Jacky Zimah
Jacky Zimah es un cantante indonesio, fue esposo de la cantante Rita Sugiarto. Su carrera musical empezó a principio de la década de los años 1980, y estuvo activo hasta su muerte, el 2 de julio de 2019. Ha lanzado en total siete discos, además pertenece a la religión islámica.

## Discografía
- Vol. 1: Cinta Berawan
- Vol. 2: Makan Hati
- Vol. 3: Jangan Rayu-Rayu
- Vol. 4: Hallo Dang-Dhut
- Vol. 5: Cinta Setengah Mati
- Vol. 6: Keujung Cinta
- Syiar dan Syair bersama Ustad KH. Jujun Junaedi

## Filmografía
- Dilihat Boleh Dipegang Jangan